# Eustache Manglé
Eustache Manglé   (segle XX) fou un futbolista ivorià de la dècada de 1960.
Fou internacional amb la selecció de futbol de Costa d'Ivori. Pel que fa a clubs, destacà a ASEC Abidjan, club del qual també en fou entrenador (1992-1993).